# Lista över ledamöter av Sveriges riksdag 2010–2014
Det här är en lista över ledamöter av Sveriges riksdag under mandatperioden 2010–2014.
   S = Sveriges socialdemokratiska arbetareparti (Socialdemokraterna)

  M = Moderata samlingspartiet (Moderaterna) 

  MP = Miljöpartiet de gröna (Miljöpartiet) 

  FP = Folkpartiet liberalerna (Folkpartiet) 

  C = Centerpartiet 

  SD = Sverigedemokraterna 

  V = Vänsterpartiet 

  KD = Kristdemokraterna

## Ledamöter
Statsråd är markerade i fet stil och partiledare/språkrör i kursiv stil.
| Plats | Ledamot                                                          | Anmärkning | Parti | Valkrets                     |
| ----- | ---------------------------------------------------------------- | --- | ----- | ---------------------------- |
| 225   | Adnan Dibrani                                                    | | S     | Hallands län                 |
| 29    | Agneta Gille                                                     | | S     | Uppsala län                  |
| 123   | Anders Karlsson                                                  | | S     | Skåne läns västra            |
| 81    | Anders Ygeman                                                    | | S     | Stockholms kommun            |
| 184   | Ann Arleklo                                                      | | S     | Skåne läns västra            |
| 307   | Anna Wallén                                                      | | S     | Västmanlands län             |
| 118   | Anna-Lena Sörenson                                               | | S     | Östergötlands län            |
| 302   | Ann-Christin Ahlberg                                             | | S     | Västra Götalands läns södra  |
| 124   | Annelie Karlsson                                                 | | S     | Skåne läns norra och östra   |
| 20    | Ann-Kristine Johansson                                           | | S     | Värmlands län                |
| 143   | Ardalan Shekarabi                                                | Fr.o.m. 15 april 2013 | S     | Stockholms län               |
| 281   | Arhe Hamednaca                                                   | | S     | Stockholms kommun            |
| 45    | Berit Högman                                                     | | S     | Värmlands län                |
| 10    | Billy Gustafsson                                                 | | S     | Östergötlands län            |
| 25    | Björn von Sydow                                                  | | S     | Stockholms län               |
| 186   | Bo Bernhardsson                                                  | | S     | Skåne läns södra             |
| 172   | Börje Vestlund                                                   | | S     | Stockholms kommun            |
| 75    | Carin Runeson                                                    | | S     | Dalarnas län                 |
| 293   | Carina Adolfsson Elgestam                                        | | S     | Kronobergs län               |
| 180   | Carina Hägg                                                      | | S     | Jönköpings län               |
| 70    | Carina Ohlsson                                                   | | S     | Västra Götalands läns östra  |
| 251   | Caroline Helmersson Olsson                                       | | S     | Södermanlands län            |
| 42    | Catharina Bråkenhielm                                            | | S     | Västra Götalands läns västra |
| 260   | Cecilia Dalman Eek                                               | Fr.o.m. 4 oktober 2012 | S     | Göteborgs kommun             |
| 39    | Christer Adelsbo                                                 | | S     | Skåne läns norra och östra   |
| 120   | Christer Engelhardt                                              | Personvald | S     | Gotlands län                 |
| 193   | Christina Oskarsson                                              | | S     | Västra Götalands läns norra  |
| 82    | Christina Zedell                                                 | | S     | Stockholms län               |
| 329   | Clas-Göran Carlsson                                              | | S     | Kronobergs län               |
| 218   | Désirée Liljevall                                                | | S     | Kalmar län                   |
| 201   | Elin Lundgren                                                    | | S     | Gävleborgs län               |
| 308   | Eva Sonidsson                                                    | | S     | Västernorrlands län          |
| 267   | Eva-Lena Jansson                                                 | | S     | Örebro län                   |
| 312   | Fredrik Lundh Sammeli                                            | | S     | Norrbottens län              |
| 214   | Fredrik Olovsson                                                 | | S     | Södermanlands län            |
| 261   | Gunilla Carlsson                                                 | | S     | Göteborgs kommun             |
| 162   | Gunilla Svantorp                                                 | | S     | Värmlands län                |
| 238   | Gunnar Sandberg                                                  | | S     | Jämtlands län                |
| 313   | Hannah Bergstedt                                                 | | S     | Norrbottens län              |
| 286   | Hans Ekström                                                     | | S     | Södermanlands län            |
| 66    | Hans Hoff                                                        | | S     | Hallands län                 |
| 303   | Hans Olsson                                                      | | S     | Västra Götalands läns södra  |
| 109   | Helén Pettersson                                                 | | S     | Västerbottens län            |
| 252   | Helene Petersson                                                 | | S     | Jönköpings län               |
| 14    | Hillevi Larsson                                                  | | S     | Malmö kommun                 |
| 306   | Håkan Bergman                                                    | | S     | Örebro län                   |
| 151   | Håkan Juholt                                                     | Personvald Partiledare 25 mars 2011–21 januari 2012 | S     | Kalmar län                   |
| 108   | Ibrahim Baylan                                                   | Personvald | S     | Västerbottens län            |
| 284   | Ingela Nylund Watz                                               | | S     | Stockholms län               |
| 344   | Ingemar Nilsson                                                  | | S     | Västernorrlands län          |
| 203   | Isak From                                                        | | S     | Västerbottens län            |
| 19    | Jan-Olof Larsson                                                 | | S     | Västra Götalands läns västra |
| 310   | Jasenko Omanović                                                 | | S     | Västernorrlands län          |
| 126   | Jennie Nilsson                                                   | | S     | Hallands län                 |
| 148   | Johan Andersson                                                  | | S     | Östergötlands län            |
| 32    | Johan Löfstrand                                                  | | S     | Östergötlands län            |
| 163   | Jonas Gunnarsson                                                 | | S     | Värmlands län                |
| 264   | Jörgen Hellman                                                   | | S     | Västra Götalands läns norra  |
| 276   | Karin Åström                                                     | | S     | Norrbottens län              |
| 138   | Katarina Köhler                                                  | | S     | Västerbottens län            |
| 68    | Kenneth G. Forslund                                              | | S     | Västra Götalands läns västra |
| 152   | Kent Härstedt                                                    | Personvald | S     | Skåne läns västra            |
| 17    | Kerstin Engle                                                    | | S     | Skåne läns norra och östra   |
| 11    | Kerstin Haglö                                                    | | S     | Blekinge län                 |
| 294   | Kerstin Nilsson                                                  | | S     | Skåne läns södra             |
| 150   | Krister Örnfjäder                                                | | S     | Kalmar län                   |
| 345   | Kristina Nilsson                                                 | | S     | Västernorrlands län          |
| 47    | Kurt Kvarnström                                                  | | S     | Dalarnas län                 |
| 198   | Lars Eriksson                                                    | Fr.o.m. 1 oktober 2012 | S     | Västmanlands län             |
| 227   | Lars Johansson                                                   | | S     | Göteborgs kommun             |
| 46    | Lars Mejern Larsson                                              | | S     | Värmlands län                |
| 13    | Leif Jakobsson                                                   | | S     | Malmö kommun                 |
| 277   | Leif Pettersson                                                  | | S     | Norrbottens län              |
| 254   | Lena Hallengren                                                  | | S     | Kalmar län                   |
| 7     | Lena Sommestad                                                   | Fr.o.m. 1 augusti 2012 | S     | Uppsala län                  |
| 232   | Lennart Axelsson                                                 | | S     | Örebro län                   |
| 31    | Louise Malmström                                                 | | S     | Östergötlands län            |
| 240   | Maria Stenberg                                                   | | S     | Norrbottens län              |
| 12    | Marie Granlund                                                   | | S     | Malmö kommun                 |
| 239   | Marie Nordén                                                     | Personvald | S     | Jämtlands län                |
| 233   | Matilda Ernkrans                                                 | | S     | Örebro län                   |
| 336   | Mattias Jonsson                                                  | | S     | Göteborgs kommun             |
| 5     | Meeri Wasberg                                                    | | S     | Stockholms län               |
| 114   | Mikael Damberg                                                   | | S     | Stockholms län               |
| 43    | Monica Green                                                     | | S     | Västra Götalands läns östra  |
| 155   | Morgan Johansson                                                 | | S     | Skåne läns södra             |
| 236   | Olle Thorell                                                     | | S     | Västmanlands län             |
| 130   | Patrik Björck                                                    | | S     | Västra Götalands läns östra  |
| 136   | Per Svedberg                                                     | | S     | Gävleborgs län               |
| 105   | Peter Hultqvist                                                  | Personvald | S     | Dalarnas län                 |
| 60    | Peter Jeppsson                                                   | | S     | Blekinge län                 |
| 228   | Peter Johnsson                                                   | | S     | Västra Götalands läns norra  |
| 326   | Peter Persson                                                    | Personvald | S     | Jönköpings län               |
| 304   | Phia Andersson                                                   | | S     | Västra Götalands läns södra  |
| 199   | Pia Nilsson                                                      | | S     | Västmanlands län             |
| 117   | Pyry Niemi                                                       | | S     | Uppsala län                  |
| 23    | Raimo Pärssinen                                                  | | S     | Gävleborgs län               |
| 135   | Roza Güclü Hedin                                                 | | S     | Dalarnas län                 |
| 321   | Sara Karlsson                                                    | | S     | Södermanlands län            |
| 334   | Shadiye Heydari                                                  | | S     | Göteborgs kommun             |
| 1     | Susanne Eberstein                                                | Förste vice talman | S     | Västernorrlands län          |
| 91    | Suzanne Svensson                                                 | | S     | Blekinge län                 |
| 348   | Sven-Erik Bucht                                                  | Personvald | S     | Norrbottens län              |
| 24    | Teres Lindberg                                                   | Ledig 15 juli–31 december 2012 (ersatt av Sven Britton) | S     | Stockholms kommun            |
| 289   | Thomas Strand                                                    | | S     | Jönköpings län               |
| 292   | Tomas Eneroth                                                    | Personvald | S     | Kronobergs län               |
| 52    | Tommy Waidelich                                                  | | S     | Stockholms län               |
| 44    | Urban Ahlin                                                      | | S     | Västra Götalands läns östra  |
| 170   | Veronica Palm                                                    | | S     | Stockholms kommun            |
| 85    | Yilmaz Kerimo                                                    | Fr.o.m. 19 oktober 2010 | S     | Stockholms län               |
| 173   | Ylva Johansson                                                   | | S     | Stockholms kommun            |
| 49    | Åsa Lindestam                                                    | | S     | Gävleborgs län               |
| 333   | Abdirizak Waberi                                                 | | M     | Göteborgs kommun             |
| 280   | Amir Adan                                                        | Fr.o.m. 26 oktober 2010 | M     | Stockholms kommun            |
| 223   | Anders Hansson                                                   | | M     | Skåne läns södra             |
| 88    | Andreas Norlén                                                   | | M     | Östergötlands län            |
| 38    | Anette Åkesson                                                   | Fr.o.m. 1 september 2012 | M     | Skåne läns norra och östra   |
| 142   | Anna Kinberg Batra                                               | | M     | Stockholms län               |
| 134   | Ann-Britt Åsebol                                                 | | M     | Dalarnas län                 |
| 185   | Ann-Charlotte Hammar Johnsson                                    | | M     | Skåne läns västra            |
| 97    | Anne Marie Brodén                                                | | M     | Hallands län                 |
| 34    | Annicka Engblom                                                  | Personvald | M     | Blekinge län                 |
| 174   | Anti Avsan                                                       | | M     | Stockholms län               |
| 80    | Beatrice Ask (ersatt av Cecilia Brinck)                          | | M     | Stockholms kommun            |
| 217   | Bengt-Anders Johansson                                           | | M     | Jönköpings län               |
| 30    | Betty Malmberg                                                   | Fr.o.m. 18 september 2013 Ersättare för Gunilla Carlsson t.o.m. 18 september 2013 | M     | Östergötlands län            |
| 266   | Björn Leivik                                                     | Fr.o.m. 15 januari 2014. | M     | Västra Götalands läns norra  |
| 259   | Boriana Åberg                                                    | | M     | Skåne läns södra             |
| 300   | Camilla Waltersson Grönvall                                      | | M     | Västra Götalands läns norra  |
| 164   | Carl-Oskar Bohlin                                                | | M     | Dalarnas län                 |
| 191   | Cecilia Magnusson                                                | | M     | Göteborgs kommun             |
| 101   | Cecilia Widegren                                                 | Personvald | M     | Västra Götalands läns östra  |
| 339   | Cecilie Tenfjord-Toftby                                          | | M     | Västra Götalands läns södra  |
| 95    | Christer Akej                                                    | | M     | Skåne läns norra och östra   |
| 73    | Christian Holm                                                   | | M     | Värmlands län                |
| 122   | Cristina Husmark Pehrsson                                        | Statsråd t.o.m. 5 oktober 2010 | M     | Skåne läns västra            |
| 204   | Edward Riedl                                                     | Personvald | M     | Västerbottens län            |
| 169   | Elisabeth Björnsdotter Rahm                                      | | M     | Västerbottens län            |
| 268   | Elisabeth Svantesson                                             | | M     | Örebro län                   |
| 249   | Eliza Roszkowska Öberg                                           | | M     | Stockholms län               |
| 158   | Ellen Juntti                                                     | | M     | Västra Götalands läns västra |
| 182   | Eva Bengtson Skogsberg                                           | | M     | Kalmar län                   |
| 311   | Eva Lohman                                                       | | M     | Västernorrlands län          |
| 84    | Ewa Björling (ersatt av Edip Noyan)                              | T.o.m. 18 mars 2012 ersatt av Rune Wikström 19 mars–13 augusti 2012 ersatt av Johnny Munkhammar 16 augusti–31 december 2012 ersatt av Metin Ataseven | M     | Stockholms län               |
| 187   | Ewa Thalén Finné                                                 | | M     | Skåne läns södra             |
| 89    | Finn Bengtsson                                                   | | M     | Östergötlands län            |
| 51    | Fredrik Reinfeldt (ersatt av Margareta Cederfelt)                | Personvald | M     | Stockholms kommun            |
| 246   | Fredrik Schulte                                                  | | M     | Stockholms län               |
| 295   | Gunilla Nordgren                                                 | | M     | Skåne läns södra             |
| 9     | Gunnar Axén                                                      | | M     | Östergötlands län            |
| 121   | Gustaf Hoffstedt                                                 | Personvald | M     | Gotlands län                 |
| 244   | Gustav Blix                                                      | | M     | Stockholms kommun            |
| 61    | Gustav Nilsson                                                   | | M     | Blekinge län                 |
| 64    | Göran Montan                                                     | | M     | Skåne läns norra och östra   |
| 175   | Göran Pettersson                                                 | | M     | Stockholms län               |
| 319   | Hanif Bali                                                       | | M     | Stockholms län               |
| 263   | Hans Rothenberg                                                  | | M     | Göteborgs kommun             |
| 65    | Hans Wallmark                                                    | | M     | Skåne läns norra och östra   |
| 323   | Helena Bouveng                                                   | | M     | Jönköpings län               |
| 126   | Henrik von Sydow                                                 | | M     | Hallands län                 |
| 112   | Hillevi Engström (ersatt av Bino Drummond)                       | Statsråd fr.o.m. 5 oktober 2010 6 oktober 2010–18 mars 2012 ersatt av Johnny Munkhammar 19 mars–16 augusti 2012 ersatt av Metin Ataseven 16 augusti–31 december 2012 ersatt av Edip Noyan                                                                           | M     | Stockholms län               |
| 177   | Isabella Jernbeck                                                | | M     | Stockholms län               |
| 338   | Jan Ericson                                                      | | M     | Västra Götalands läns södra  |
| 219   | Jan R. Andersson                                                 | | M     | Kalmar län                   |
| 21    | Jan-Evert Rådhström                                              | Personvald | M     | Värmlands län                |
| 224   | Jenny Petersson                                                  | | M     | Hallands län                 |
| 237   | Jessica Polfjärd                                                 | | M     | Västmanlands län             |
| 243   | Jessica Rosencrantz                                              | Fr.o.m. 6 oktober 2010 | M     | Stockholms kommun            |
| 146   | Jessika Vilhelmsson                                              | | M     | Uppsala län                  |
| 278   | Johan Forssell                                                   | | M     | Stockholms kommun            |
| 330   | Johan Hultberg                                                   | | M     | Kronobergs län               |
| 349   | Johan Johansson                                                  | Fr.o.m. 7 mars 2011 | M     | Norrbottens län              |
| 256   | Jonas Jacobsson Gjörtler                                         | | M     | Skåne läns västra            |
| 290   | Jörgen Andersson                                                 | | M     | Kalmar län                   |
| 55    | Karin Enström (ersatt av Björn Samuelson)                        | Statsråd fr.o.m. 18 april 2012 19 april–16 augusti 2012 ersatt av Edip Noyan 16 augusti–31 december 2012 ersatt av Bino Drummond | M     | Stockholms län               |
| 213   | Karl Sigfrid                                                     | | M     | Stockholms län               |
| 328   | Katarina Brännström                                              | | M     | Kronobergs län               |
| 241   | Krister Hammarbergh                                              | Personvald | M     | Norrbottens län              |
| 167   | Lars Beckman                                                     | | M     | Gävleborgs län               |
| 71    | Lars Elinderson                                                  | | M     | Västra Götalands läns östra  |
| 296   | Lars Hjälmered (ersatt av Pontus Haag)                           | | M     | Göteborgs kommun             |
| 99    | Lars-Arne Staxäng                                                | | M     | Västra Götalands läns västra |
| 141   | Lena Adelsohn Liljeroth (ersatt av Anton Abele)                  | | M     | Stockholms kommun            |
| 309   | Lena Asplund                                                     | | M     | Västernorrlands län          |
| 222   | Linda Wemmert                                                    | Fr.o.m. 11 januari 2011 Tidigare efternamn: Andersson (före 30 april 2011) och Arvidsson Wemmert (2011–2013) | M     | Skåne läns södra             |
| 287   | Lotta Finstorp                                                   | | M     | Södermanlands län            |
| 77    | Margareta B. Kjellin                                             | | M     | Gävleborgs län               |
| 314   | Maria Abrahamsson                                                | | M     | Stockholms kommun            |
| 98    | Maria Plass                                                      | | M     | Västra Götalands läns västra |
| 26    | Marietta de Pourbaix-Lundin                                      | | M     | Stockholms län               |
| 147   | Marta Obminska                                                   | | M     | Uppsala län                  |
| 211   | Metin Ataseven                                                   | Fr.o.m. 1 januari 2013 | M     | Stockholms län               |
| 207   | Mats Johansson                                                   | | M     | Stockholms kommun            |
| 127   | Michael Svensson                                                 | | M     | Hallands län                 |
| 231   | Mikael Cederbratt                                                | | M     | Västra Götalands läns norra  |
| 248   | Mikael Sandström (ersatt av Sedat Dogru)                         | Statssekreterare 5 oktober 2010 ersatt av Johnny Munkhammar 6 oktober 2010–18 mars 2012 ersatt av Metin Ataseven 19 mars–19 april 2012 ersatt av Edip Noyan 19 april–16 augusti 2012 ersatt av Bino Drummond 16 augusti–31 december 2012 ersatt av Björn Samuelsson | M     | Stockholms län               |
| 62    | Olof Lavesson                                                    | | M     | Malmö kommun                 |
| 269   | Oskar Öholm                                                      | | M     | Örebro län                   |
| 63    | Patrick Reslow                                                   | | M     | Malmö kommun                 |
| 6     | Per Bill                                                         | | M     | Uppsala län                  |
| 178   | Per Westerberg (ersatt av Peder Wachtmeister och Erik Bengtzboe) | Talman | M     | Södermanlands län            |
| 288   | Peter Jutterström                                                | Fr.o.m. 1 november 2012 | M     | Jönköpings län               |
| 133   | Pia Hallström                                                    | | M     | Värmlands län                |
| 283   | Rune Wikström                                                    | Fr.o.m. 19 mars 2012 Ersättare för Ewa Björling t.o.m. 18 mars 2012 | M     | Stockholms län               |
| 275   | Saila Quicklund                                                  | Personvald | M     | Jämtlands län                |
| 245   | Sofia Arkelsten                                                  | | M     | Stockholms kommun            |
| 234   | Staffan Anger                                                    | | M     | Västmanlands län             |
| 159   | Stefan Caplan                                                    | | M     | Västra Götalands läns västra |
| 160   | Sten Bergheden                                                   | | M     | Västra Götalands läns östra  |
| 196   | Lotta Olsson                                                     | Fr.o.m. 1 februari 2013 Ersättare för Sten Tolgfors t.o.m. 29 mars 2012 | M     | Örebro län                   |
| 299   | Susanna Haby                                                     | | M     | Göteborgs kommun             |
| 221   | Thomas Finnborg                                                  | | M     | Skåne läns västra            |
| 36    | Tobias Billström (ersatt av Kajsa Lunderquist)                   | | M     | Malmö kommun                 |
| 137   | Tomas Tobé                                                       | Personvald | M     | Gävleborgs län               |
| 104   | Ulf Berg                                                         | | M     | Dalarnas län                 |
| 340   | Ulrik Nilsson                                                    | | M     | Västra Götalands läns södra  |
| 56    | Ulrika Karlsson                                                  | | M     | Uppsala län                  |
| 250   | Walburga Habsburg Douglas                                        | | M     | Södermanlands län            |
| 273   | Åsa Coenraads                                                    | | M     | Västmanlands län             |
| 156   | Agneta Börjesson                                                 | | MP    | Hallands län                 |
| 270   | Agneta Luttropp                                                  | | MP    | Västmanlands län             |
| 149   | Annika Lillemets                                                 | | MP    | Östergötlands län            |
| 106   | Bodil Ceballos                                                   | | MP    | Gävleborgs län               |
| 210   | Esabelle Dingizian                                               | | MP    | Stockholms län               |
| 215   | Gunvor G. Ericson                                                | | MP    | Södermanlands län            |
| 40    | Gustav Fridolin                                                  | Personvald Språkrör fr.o.m. 22 maj 2011 Ledig 1 juli–31 december 2012 (ersatt av Lotta Hedström) | MP    | Skåne läns norra och östra   |
| 87    | Helena Leander                                                   | | MP    | Uppsala län                  |
| 139   | Jabar Amin                                                       | | MP    | Västerbottens län            |
| 74    | Jan Lindholm                                                     | | MP    | Dalarnas län                 |
| 342   | Jonas Eriksson                                                   | | MP    | Örebro län                   |
| 325   | Kew Nordqvist                                                    | | MP    | Jönköpings län               |
| 337   | Lise Nordin                                                      | | MP    | Göteborgs kommun             |
| 257   | Magnus Ehrencrona                                                | | MP    | Skåne läns västra            |
| 93    | Maria Ferm                                                       | Personvald | MP    | Malmö kommun                 |
| 113   | Mats Pertoft                                                     | Fr.o.m. 15 september 2011 | MP    | Stockholms län               |
| 209   | Mehmet Kaplan                                                    | | MP    | Stockholms kommun            |
| 140   | Per Bolund                                                       | Fr.o.m. 15 september 2011 | MP    | Stockholms kommun            |
| 53    | Peter Eriksson                                                   | Språkrör t.o.m. 21 maj 2011 | MP    | Stockholms län               |
| 230   | Peter Rådberg                                                    | | MP    | Västra Götalands läns norra  |
| 132   | Stina Bergström                                                  | | MP    | Värmlands län                |
| 128   | Tina Ehn                                                         | | MP    | Västra Götalands läns västra |
| 2     | Ulf Holm                                                         | Andre vice talman | MP    | Skåne läns södra             |
| 298   | Valter Mutt                                                      | | MP    | Göteborgs kommun             |
| 279   | Åsa Romson                                                       | Språkrör fr.o.m. 22 maj 2011 | MP    | Stockholms kommun            |
| 35    | Allan Widman                                                     | | FP    | Malmö kommun                 |
| 195   | Anita Brodén                                                     | | FP    | Västra Götalands läns norra  |
| 110   | Barbro Westerholm                                                | | FP    | Stockholms kommun            |
| 171   | Birgitta Ohlsson (ersatt av Fredrik Malm)                        | | FP    | Stockholms kommun            |
| 111   | Carl B. Hamilton                                                 | | FP    | Stockholms kommun            |
| 16    | Christer Nylander                                                | | FP    | Skåne läns norra och östra   |
| 100   | Christer Winbäck                                                 | | FP    | Västra Götalands läns östra  |
| 253   | Emma Carlsson Löfdahl                                            | Fr.o.m. 19 oktober 2010 | FP    | Jönköpings län               |
| 145   | Erik Ullenhag (ersatt av Anna Steele)                            | | FP    | Stockholms län               |
| 190   | Eva Flyborg                                                      | | FP    | Göteborgs kommun             |
| 76    | Hans Backman                                                     | | FP    | Gävleborgs län               |
| 116   | Ismail Kamil                                                     | | FP    | Uppsala län                  |
| 176   | Jan Björklund (ersatt av Gunnar Andrén)                          | Personvald | FP    | Stockholms län               |
| 3     | Jan Ertsborn                                                     | Tredje vice talman fr.o.m. 1 oktober 2012 | FP    | Hallands län                 |
| 197   | Johan Pehrson                                                    | Personvald | FP    | Örebro län                   |
| 33    | Karin Granbom                                                    | | FP    | Östergötlands län            |
| 41    | Lars Tysklind                                                    | | FP    | Västra Götalands läns västra |
| 79    | Maria Lundqvist-Brömster                                         | Personvald | FP    | Västerbottens län            |
| 102   | Nina Larsson                                                     | Personvald | FP    | Värmlands län                |
| 144   | Nina Lundström                                                   | | FP    | Stockholms län               |
| 272   | Roger Haddad                                                     | Personvald | FP    | Västmanlands län             |
| 322   | Stefan Käll                                                      | Fr.o.m. 1 oktober 2012 | FP    | Södermanlands län            |
| 153   | Tina Acketoft                                                    | Fr.o.m. 21 december 2010 | FP    | Skåne läns västra            |
| 154   | Ulf Nilsson                                                      | | FP    | Skåne läns södra             |
| 22    | Anders Ahlgren                                                   | Ersatte Kenneth Johansson från och med den 1 september 2012. | C     | Dalarnas län                 |
| 332   | Anders Flanking (ersatt av Rickard Nordin)                       | Statssekreterare | C     | Göteborgs kommun             |
| 166   | Anders W. Jonsson                                                | | C     | Gävleborgs län               |
| 183   | Anders Åkesson                                                   | Personvald | C     | Kalmar län                   |
| 206   | Abir Al-Sahlani                                                  | Fr.o.m. 30 september 2011 | C     | Stockholms kommun            |
| 324   | Annie Lööf (ersatt av Göran Lindell)                             | Personvald Partiledare fr.o.m. 23 september 2011 Statsråd fr.o.m. 29 september 2011 | C     | Jönköpings län               |
| 229   | Annika Qarlsson                                                  | Personvald | C     | Västra Götalands läns norra  |
| 347   | Emil Källström                                                   | Personvald | C     | Västernorrlands län          |
| 72    | Erik A. Eriksson                                                 | Personvald | C     | Värmlands län                |
| 291   | Eskil Erlandsson (ersatt av Karin Nilsson)                       | Personvald | C     | Kronobergs län               |
| 242   | Fredrick Federley                                                | | C     | Stockholms kommun            |
| 78    | Helena Lindahl                                                   | Fr.o.m. 30 september 2011 | C     | Västerbottens län            |
| 188   | Johan Linander                                                   | | C     | Skåne läns södra             |
| 83    | Kerstin Lundgren                                                 | | C     | Stockholms län               |
| 157   | Ola Johansson                                                    | | C     | Hallands län                 |
| 212   | Per Lodenius                                                     | | C     | Stockholms län               |
| 274   | Per Åsling                                                       | Personvald | C     | Jämtlands län                |
| 94    | Per-Ingvar Johnsson                                              | Personvald | C     | Skåne läns norra och östra   |
| 179   | Roger Tiefensee                                                  | | C     | Södermanlands län            |
| 86    | Solveig Zander                                                   | | C     | Uppsala län                  |
| 58    | Staffan Danielsson                                               | Personvald | C     | Östergötlands län            |
| 131   | Ulrika Carlsson                                                  | Personvald | C     | Västra Götalands läns östra  |
| 18    | Åsa Torstensson                                                  | Personvald Statsråd t.o.m. 5 oktober 2010 (ersatt av Maria Kornevik Jakobsson) | C     | Västra Götalands läns västra |
| 301   | Anna Hagwall                                                     | Fr.o.m. 21 februari 2013 | SD    | Västra Götalands läns norra  |
| 285   | Björn Söder                                                      | | SD    | Stockholms län               |
| 320   | Carina Herrstedt                                                 | | SD    | Södermanlands län            |
| 317   | David Lång                                                       | | SD    | Stockholms kommun            |
| 327   | Jimmie Åkesson                                                   | Personvald | SD    | Jönköpings län               |
| 192   | Johnny Skalin                                                    | | SD    | Västra Götalands läns västra |
| 90    | Jonas Åkerlund                                                   | | SD    | Blekinge län                 |
| 92    | Josef Fransson                                                   | | SD    | Malmö kommun                 |
| 331   | Julia Kronlid                                                    | | SD    | Skåne läns södra             |
| 318   | Kent Ekeroth                                                     | | SD    | Stockholms län               |
| 27    | Markus Wiechel                                                   | Fr.o.m. 3 december 2012 | SD    | Uppsala län                  |
| 271   | Margareta Larsson                                                | Tidigare efternamn: Sandstedt | SD    | Västmanlands län             |
| 125   | Mattias Karlsson                                                 | | SD    | Skåne läns norra och östra   |
| 189   | Mikael Jansson                                                   | | SD    | Hallands län                 |
| 343   | Per Ramhorn                                                      | | SD    | Örebro län                   |
| 200   | Richard Jomshof                                                  | | SD    | Gävleborgs län               |
| 165   | Stellan Bojerud                                                  | Fr.o.m. 4 september 2012 | SD    | Dalarnas län                 |
| 335   | Sven-Olof Sällström                                              | | SD    | Göteborgs kommun             |
| 119   | Thoralf Alfsson                                                  | | SD    | Östergötlands län            |
| 220   | Tony Wiklander                                                   | | SD    | Skåne läns västra            |
| 282   | Amineh Kakabaveh                                                 | | V     | Stockholms län               |
| 103   | Bengt Berg                                                       | Personvald | V     | Värmlands län                |
| 346   | Christina Höj Larsen                                             | | V     | Västernorrlands län          |
| 262   | Eva Olofsson                                                     | | V     | Göteborgs kommun             |
| 297   | Hans Linde                                                       | | V     | Göteborgs kommun             |
| 57    | Jacob Johnson                                                    | Ersattes av Emma Wallrup 2012-01-18 – 2012-04-09 | V     | Uppsala län                  |
| 316   | Jens Holm                                                        | | V     | Stockholms kommun            |
| 202   | Jonas Sjöstedt                                                   | Personvald Partiledare fr.o.m. 6 januari 2012 | V     | Västerbottens län            |
| 208   | Josefin Brink                                                    | | V     | Stockholms kommun            |
| 235   | Kent Persson                                                     | | V     | Västmanlands län             |
| 54    | Lars Ohly                                                        | Personvald Partiledare t.o.m. 6 januari 2012 | V     | Stockholms län               |
| 48    | Lena Olsson                                                      | | V     | Dalarnas län                 |
| 37    | Marianne Berg                                                    | | V     | Malmö kommun                 |
| 341   | Mia Sydow Mölleby                                                | | V     | Örebro län                   |
| 194   | Rossana Dinamarca                                                | Personvald | V     | Västra Götalands läns norra  |
| 205   | Siv Holma                                                        | | V     | Norrbottens län              |
| 59    | Torbjörn Björlund                                                | | V     | Östergötlands län            |
| 107   | Ulla Andersson                                                   | | V     | Gävleborgs län               |
| 69    | Wiwi-Anne Johansson                                              | | V     | Västra Götalands läns västra |
| 255   | Anders Andersson                                                 | Personvald | KD    | Kalmar län                   |
| 168   | Anders Sellström                                                 | Personvald | KD    | Västerbottens län            |
| 226   | Annelie Enochson                                                 | Personvald | KD    | Göteborgs kommun             |
| 161   | Annika Eclund                                                    | Personvald | KD    | Västra Götalands läns östra  |
| 115   | Désirée Pethrus                                                  | Tidigare efternamn: Pethrus Engström | KD    | Stockholms län               |
| 247   | Emma Henriksson                                                  | | KD    | Stockholms län               |
| 50    | Göran Hägglund (ersatt av Caroline Szyber)                       | Personvald | KD    | Stockholms kommun            |
| 67    | Lars Gustafsson                                                  | | KD    | Hallands län                 |
| 305   | Lars-Axel Nordell                                                | Personvald | KD    | Örebro län                   |
| 216   | Maria Larsson (ersatt av Irene Oskarsson)                        | Personvald | KD    | Jönköpings län               |
| 4     | Mats Odell                                                       | Statsråd t.o.m. 5 oktober 2010 | KD    | Stockholms län               |
| 28    | Mikael Oscarsson                                                 | Personvald | KD    | Uppsala län                  |
| 258   | Magnus Sjödahl                                                   | Fr.o.m. 21 februari 2013 | KD    | Skåne läns södra             |
| 265   | Penilla Gunther                                                  | | KD    | Västra Götalands läns norra  |
| 315   | Robert Halef                                                     | | KD    | Stockholms kommun            |
| 129   | Roland Utbult                                                    | Personvald | KD    | Västra Götalands läns västra |
| 181   | Stefan Attefall (ersatt av Andreas Carlson)                      | | KD    | Jönköpings län               |
| 15    | Tuve Skånberg                                                    | Personvald | KD    | Skåne läns norra och östra   |
| 8     | Yvonne Andersson                                                 | | KD    | Östergötlands län            |

### Ledamöter som avgått
| Plats | Avgången ledamot    | Avgick den † = dödsdatum | Parti                                                            | Valkrets                    | Ny ledamot            |
| ----- | ------------------- | ------------------------ | ---------------------------------------------------------------- | --------------------------- | --------------------- |
| 217   | Tobias Krantz       | 6 oktober 2010           | Folkpartiet liberalerna                                          | Jönköpings län              | Emma Carlsson Löfdahl |
| 243   | Anna König Jerlmyr  | 19 oktober 2010          | Moderata samlingspartiet                                         | Stockholms kommun           | Jessica Rosencrantz   |
| 85    | Thomas Bodström     | 19 oktober 2010          | Socialdemokraterna                                               | Stockholms län              | Yilmaz Kerimo         |
| 280   | HG Wessberg         | 26 oktober 2010          | Moderata samlingspartiet                                         | Stockholms kommun           | Amir Adan             |
| 153   | Torkild Strandberg  | 20 december 2010         | Folkpartiet liberalerna                                          | Skåne läns västra           | Tina Acketoft         |
| 223   | Christine Jönsson   | 10 januari 2011          | Moderata samlingspartiet                                         | Skåne läns södra            | Linda Wemmert         |
| 349   | Åsa Ågren Wikström  | 6 mars 2011              | Moderata samlingspartiet                                         | Norrbottens län             | Johan Johansson       |
| 24    | Mona Sahlin         | 31 mars 2011             | Socialdemokraterna                                               | Stockholms kommun           | Teres Lindberg        |
| 113   | Mikaela Valtersson  | 15 september 2011        | Miljöpartiet de gröna                                            | Stockholms län              | Mats Pertoft          |
| 140   | Maria Wetterstrand  | 15 september 2011        | Miljöpartiet de gröna                                            | Stockholms kommun           | Per Bolund            |
| 206   | Andreas Carlgren    | 30 september 2011        | Centerpartiet                                                    | Stockholms kommun           | Abir Al-Sahlani       |
| 78    | Maud Olofsson       | 30 september 2011        | Centerpartiet                                                    | Västerbottens län           | Helena Lindahl        |
| 283   | Malin Löfsjögård    | 18 mars 2012             | Moderata samlingspartiet                                         | Stockholms län              | Rune Wikström         |
| 7     | Thomas Östros       | 31 juli 2012             | Socialdemokraterna                                               | Uppsala län                 | Lena Sommestad        |
| 112   | Johnny Munkhammar   | † 13 augusti 2012        | Moderata samlingspartiet                                         | Stockholms län              | Edip Noyan            |
| 5     | Carina Moberg       | † 15 augusti 2012        | Socialdemokraterna                                               | Stockholms län              | Meeri Wasberg         |
| 38    | Margareta Pålsson   | 31 augusti 2012          | Moderata samlingspartiet                                         | Skåne läns norra och östra  | Anette Åkesson        |
| 22    | Kenneth Johansson   | 31 augusti 2012          | Centerpartiet                                                    | Dalarnas län                | Anders Ahlgren        |
| 165   | William Petzäll     | † 1 september 2012       | oberoende ledamot (Sverigedemokraterna t.o.m. 26 september 2011) | Dalarnas län                | Stellan Bojerud       |
| 198   | Sven-Erik Österberg | 30 september 2012        | Socialdemokraterna                                               | Västmanlands län            | Lars Eriksson         |
| 3     | Liselott Hagberg    | 30 september 2012        | Folkpartiet liberalerna                                          | Södermanlands län           | Stefan Käll           |
| 260   | Leif Pagrotsky      | 3 oktober 2012           | Socialdemokraterna                                               | Göteborgs kommun            | Cecilia Dalman Eek    |
| 27    | Lars Isovaara       | 29 oktober 2012          | Sverigedemokraterna                                              | Uppsala län                 | Markus Wiechel        |
| 288   | Magdalena Andersson | 31 oktober 2012          | Moderata samlingspartiet                                         | Jönköpings län              | Peter Jutterström     |
| 211   | Mats Gerdau         | 31 december 2012         | Moderata samlingspartiet                                         | Stockholms län              | Metin Ataseven        |
| 145   | Nyamko Sabuni       | 22 januari 2013          | Folkpartiet liberalerna                                          | Stockholms län              | Erik Ullenhag         |
| 196   | Sten Tolgfors       | 31 januari 2013          | Moderata samlingspartiet                                         | Örebro län                  | Lotta Olsson          |
| 301   | Erik Almqvist       | 21 februari 2013         | Sverigedemokraterna                                              | Västra Götalands läns norra | Anna Hagwall          |
| 258   | Otto von Arnold     | 21 februari 2013         | Kristdemokraterna                                                | Skåne läns södra norra      | Magnus Sjödahl        |
| 143   | Maryam Yazdanfar    | 14 april 2013            | Socialdemokraterna                                               | Stockholms län              | Ardalan Shekarabi     |
| 30    | Gunilla Carlsson    | 18 september 2013        | Moderata samlingspartiet                                         | Östergötlands län           | Betty Malmberg        |
| 266   | Henrik Ripa         | 15 januari 2014          | Moderata samlingspartiet                                         | Västra Götalands läns norra | Björn Leivik          |